# Station Hope (Derbyshire)
Hope (Derbyshire) is een spoorwegstation van National Rail in Hope, High Peak in Engeland. Het station is eigendom van Network Rail en wordt beheerd door Northern Rail. Het station is geopend in 1894.